# Eleição municipal de Nova Iguaçu em 1996
A eleição municipal da cidade brasileira de Nova Iguaçu ocorreu no dia 3 de outubro de 1996 para a eleição de 1 (um) prefeito, 1 (um) vice-prefeito e de 21 (vinte e um) vereadores para a administração da cidade. O candidato Nelson Bornier foi eleito em primeiro turno com 56,56% dos votos válidos. O prefeito e o vice-prefeito eleitos assumiram os cargos no dia 1 de janeiro de 1997 e seus mandatos terminariam no dia 31 de dezembro de 2000. O processo eleitoral para a Câmara Municipal marcou um multipartidarismo em sua composição o PSDB com 4 cadeiras, PTB, PPB, PL e PDT elegeram 3 vereadores respectivamente, o PT e o PSL 2 parlamentares municipais e, por fim o PMDB com um representante eleito.

## Candidatos ao cargo de Prefeito
|  | Nº | Candidato(a) a prefeito | Candidato(a) a prefeito                                  | Candidato (a) a vice-prefeito | Candidato (a) a vice-prefeito                    | Coligação |
|  | -- | ----------------------- | -------------------------------------------------------- | --- | ------------------------------------------------ | --- |
|  | 12 |                         | Cornélio Ribeiro (PDT) Cornélio Ribeiro                  | | N/a                                              | Frente Trabalhista Partido Democrático Trabalhista (PDT) Partido Liberal (PL) Partido dos Aposentados da Nação (PAN) |
|  | 13 |                         | Artur Messias da Silveira (PT)                           | Frente Popular Partido dos Trabalhadores (PT) Partido Socialista Brasileiro (PSB) Partido Comunista do Brasil (PCdoB) Partido Comunista Brasileiro (PCB) | N/a                                              | |
|  | 15 |                         | Luiz Novaes (PMDB) Luiz Carlos da Rocha Novaes           | Avança Nova Iguaçu Partido do Movimento Democrático Brasileiro (PMDB) Partido Progressista Brasileiro (PPB) Partido Social Democrático (PSD)             | N/a                                              | |
|  | 45 |                         | Nelson Bornier (PSDB) Nelson Roberto Bornier De Oliveira | | Mário Marques (PSDB) Mário Pereira Marques Filho | Reconstruindo Nova Iguaçu Partido da Social Democracia Brasileira (PSDB) Partido da Frente Liberal (PFL) Partido Popular Socialista (PPS) Partido Verde (PV) Partido Trabalhista Brasileiro (PTB) Partido Social Liberal (PSL) Partido Social Trabalhista (PST) Partido Social Cristão (PSC) Partido Trabalhista Nacional (PTN) Partido Social Democrata Cristão (PSDC) Partido Republicano Trabalhista Brasileiro (PRTB) Partido da Reconstrução Nacional (PRN) Partido da Solidariedade Nacional (PSN) Partido da Mobilização Nacional (PMN) Partido Geral dos Trabalhadores (PGT) Partido Republicano Progressista (PRP) Partido da Reedificação da Ordem Nacional (PRONA) Partido Trabalhista do Brasil (PTdoB) |

## Resultados

### Prefeito
| Candidato(a)             | 1º turno | 1º turno    |
| Candidato(a)             | Total    | Percentagem |
| ------------------------ | -------- | ----------- |
| Nelson Bornier (PSDB)    | 184.640  | 56,56%      |
| Cornélio Ribeiro (PDT)   | 66.240   | 20,29%      |
| Artur Messias (PT)       | 56.563   | 17,30%      |
| Luiz Novaes (PMDB)       | 18.953   | 5,80%       |
| Total de votos válidos   | 419,265  | 79,59%      |
| → Votos em branco        | 12,723   | 3,03%       |
| → Votos nulos            | 80,146   | 19,11%      |
| Total                    | 485.686  | 79,79%      |
| Abstenções               | 107,459  | 20,40%      |
| Total de inscritos       | 526,724  | 100%        |
| Fonte: Justiça Eleitoral |          |             |

### Candidatos eleitos a vereador
| Partido                  | Candidato                         | Votos Nominais | Situação         | %/Válidos |
| ------------------------ | --------------------------------- | -------------- | ---------------- | --------- |
| PL                       | Ailton Gaio                       | 4.211          | Eleito           | 1,20      |
| PDT                      | Acarisi Ribeiro Guimaraes         | 4.151          | Eleito           | 1,18      |
| PDT                      | Rogerio Martins Lisboa            | 4.105          | Eleito por Média | 1,17      |
| PPB                      | Candido Rodrigues Dos Reis Filho  | 3.879          | Eleito           | 1,11      |
| PPB                      | Jorge Ferreira Campos             | 3.700          | Eleito           | 0,60      |
| PSDB                     | Jorge Mamuel Fernandes Pereira    | 3.679          | Eleito           | 0,54      |
| PTB                      | Sebastiao Corredeira              | 3.631          | Eleito           | 0,40      |
| PL                       | Nagi Almawy                       | 3.407          | Eleito por Média | 0,76      |
| PTB                      | Antonio Cardoso Tavora            | 3.393          | Eleito por Média | 0,72      |
| PSL                      | Mauricio Morais Lopes             | 3.272          | Eleito           | 0,37      |
| PL                       | Jose Francisco de Figueiredo      | 3.125          | Eleito por Média | 0,95      |
| PDT                      | Celio Arnaldo de Almeida Carreiro | 3.124          | Eleito por Média | 0,89      |
| PTB                      | Daniel Eduardo da Silva           | 3.030          | Eleito por Média | 0,68      |
| PSDB                     | Wanderlei Rosa                    | 2.854          | Eleito           | 0,88      |
| PPB                      | Mario Pereira Marques Filho       | 2.772          | Eleito por Média | 0,94      |
| PSDB                     | Jesue Pereira de Brito            | 2.692          | Eleito por Média | 0,71      |
| PSDB                     | Alarico Rodrigues Nogueira        | 2.575          | Eleito por Média | 0,38      |
| PMDB                     | Maurilio de Oliveira              | 2.261          | Eleito           | 0,48      |
| PSL                      | Joao Ricardo Veloso Costa         | 2.159          | Eleito por Média | 0,61      |
| PT                       | Carlos Roberto Ferreira           | 1.674          | Eleito           | 0,48      |
| PT                       | Flavio Nakandakare de Oliveira    | 1.671          | Eleito por Média | 0,47      |
| Fonte: Justiça Eleitoral |                                   |                |                  |           |